# (7189) Kuniko
(7189) Kuniko (1992 SX12) – planetoida z pasa głównego asteroid okrążająca Słońce w ciągu 3,34 lat w średniej odległości 2,23 j.a. Odkryta 28 września 1992 roku.